# اندیس مس لار
مس لار یک اندیس فلزی است که در حوالی شهر تله سیاه استان سیستان و بلوچستان قرار دارد و مادهٔ معدنی موجود در آن، مس است.سنگ میزبان این اندیس مونزونیت پورفیری است و دیرینگی آن به دوران ائوسن می‌رسد. در این اندیس، پاراژنز‌های Au-Ag-Mo-Pb یافت می‌شوند.